# Springfield (Massachusetts)

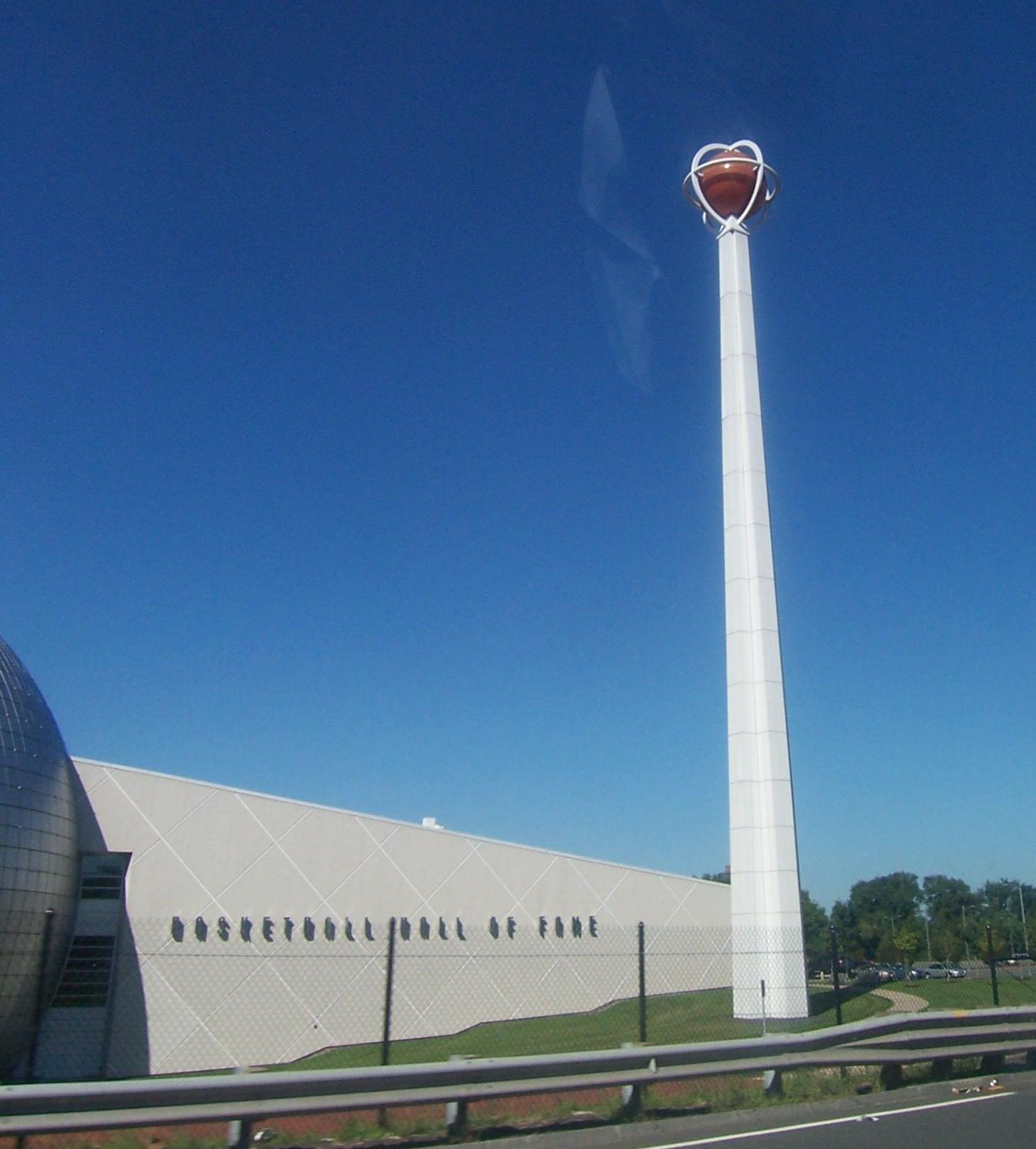
Basketball Hall of Fame, situat a Springfield

Springfield és una població dels Estats Units i seu del comtat de Hampden a l'estat de Massachusetts. En el cens de l'any 2000 tenia 152.082 habitants. És la tercera ciutat més gran de Massachusetts i la quarta més gran de Nova Anglaterra (després de Boston, Providence i Worcester). És la primera i més gran ciutat dels Estats Units anomenada Springfield. És la llar del Basketball Hall of Fame i de l'equip d'hoquei sobre gel dels Springfield Falcons. Va ser la llar de Theodor Seuss Geisel, més conegut com a Dr. Seuss, i el lloc de naixença del bàsquet, inventat per James Naismith a l'YMCA.

## Agermanaments
- Callosa de Segura, Alacant.
- Takikawa, subprefectura de Sorachi, Hokkaido.[1]

## Persones il·lustres
- Bertram Forer, psicòleg.
- Charles Goodyear
- Richard Heck, premi Nobel el 2010
- James McNeill Whistler
- Theodor Seuss Geisel
- Rachel Fuller Brown (1898 - 1980), química codescobridora de la nistatina